# Feenschach (Zeitschrift)
feenschach ist eine deutsche Schachzeitschrift für ein Spezialgebiet der Schachkomposition. In erster Linie werden Schachkompositionen (Urdrucke und Nachdrucke) sowie Artikel aus dem Märchenschach und Retroaufgaben publiziert. In Bild und Text wird auch von verschiedenen Treffen der Schachkomponisten im In- und Ausland berichtet.
Die Zeitschrift wurde 1949 von Hans Doormann, Wilhelm Hagemann und Wilhelm Karsch gegründet. Redakteur war bis 1970 Wilhelm Karsch, der Band 1–11 herausgab. Sein Nachfolger war Peter Kniest (Band 12–20), der wiederum 1988 von Bernd Ellinghoven abgelöst wurde. In den letzten Jahren hat an ihrer redaktionellen Gestaltung Hans Gruber großen Anteil.
Die Zeitschrift erscheint unregelmäßig und kann vom Herausgeber bezogen werden. Sie wird von Freunden dieser Schachart in der ganzen Welt bezogen. Ihre Auflagenhöhe ist unbekannt.